# Temple (Metropolitano de Londres)
Temple é uma estação do Metropolitano de Londres localizada em Victoria Embankment, na Cidade de Westminster, perto de sua fronteira com a Cidade de Londres. Está nas linhas Circle e District entre Embankment e Blackfriars e está na zona tarifária 1.
A estação foi inaugurada em 30 de maio de 1870 com o nome The Temple, da área do Templo nas proximidades de Temple Church, e do Inner Temple e do Middle Temple, dois dos quatro Inns of Court de Londres. O artigo definido no nome caiu em desuso bem cedo.

## História

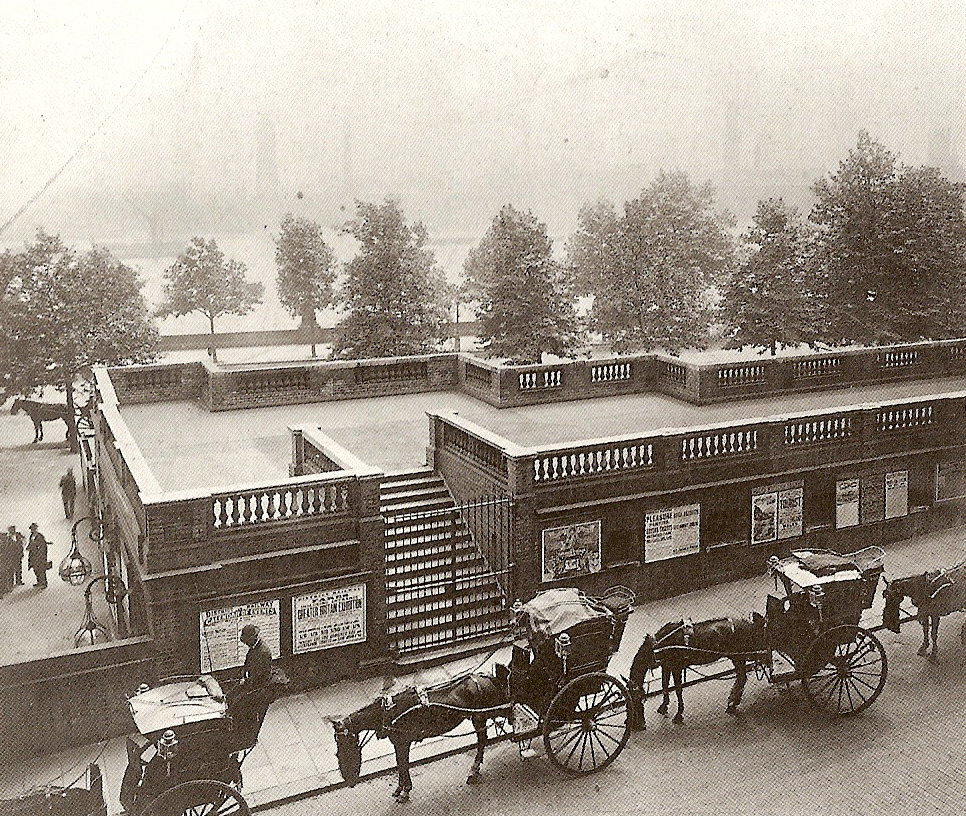
Estação Temple em 1899

A estação Temple foi inaugurada na paróquia de St. Clement Danes em 30 de maio de 1870 pela District Railway (DR; agora a linha District) quando a empresa estendeu sua linha de Westminster até a estação de St. Paul (agora chamada Blackfriars). A construção do novo trecho da RD foi planejada em conjunto com a construção do Victoria Embankment e foi realizada pelo método cortar e cobrir de cobertura sobre uma vala a céu aberto.
A DR conectava-se à Metropolitan Railway (MR; agora a linha Metropolitan) em South Kensington e, embora as duas empresas fossem rivais, cada empresa operava seus trens nos trilhos da outra em um serviço conjunto conhecido como "Inner Circle".

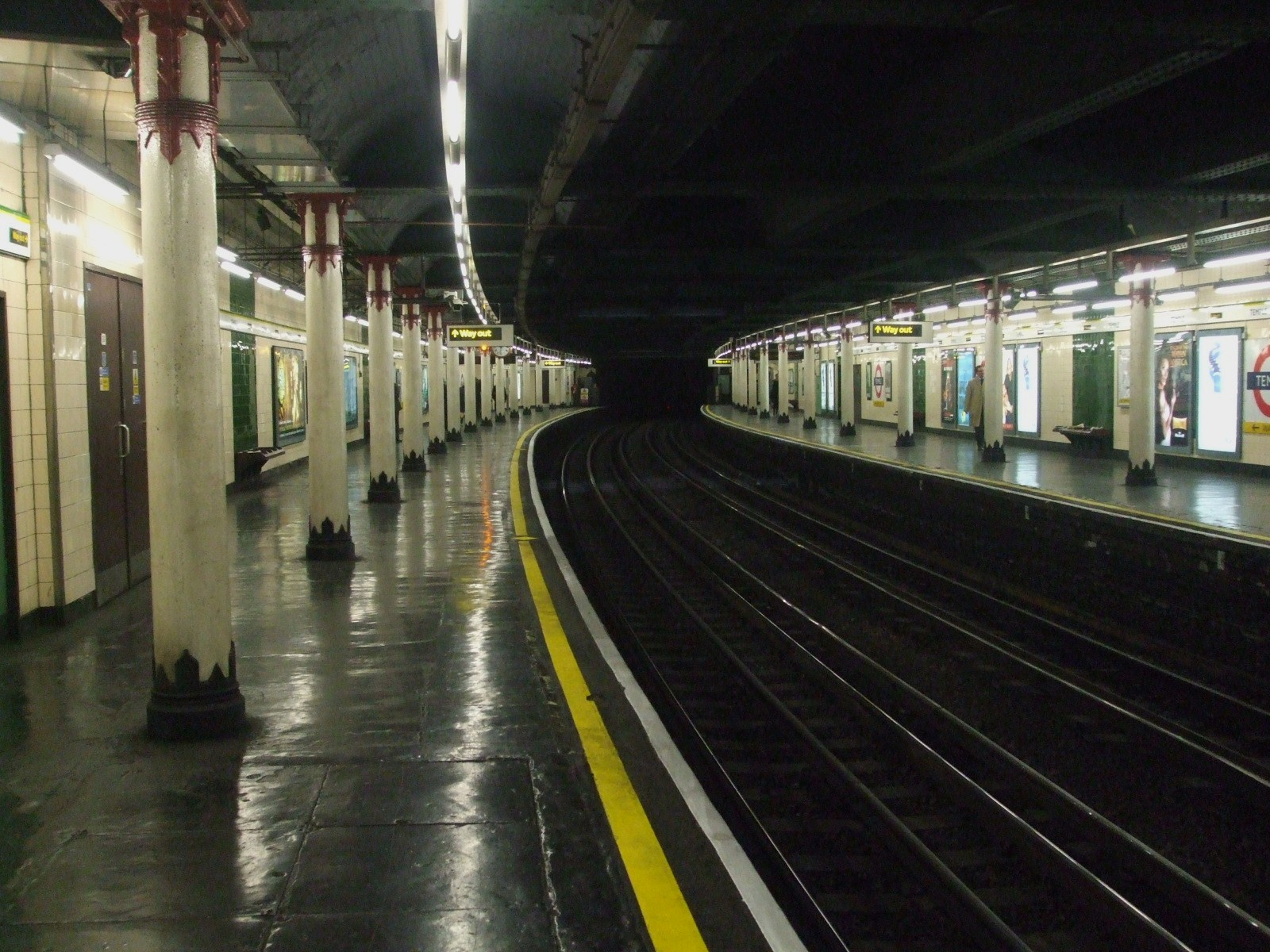
Plataformas na estação Temple, olhando no sentido anti-horário

Em 1 de fevereiro de 1872, a DR abriu uma ramificação para o norte de sua estação em Earl's Court para se conectar à West London Extension Joint Railway (WLEJR, agora a linha West London) à qual se conectou na Estação Addison Road (agora Kensington (Olympia)). A partir dessa data o serviço "Outer Circle" começou a rodar sobre os trilhos da DR. O serviço era operado pela North London Railway (NLR) de seu terminal na Broad Street (agora demolida) na Cidade de Londres através da linha North London para Willesden Junction, depois a West London Line para Addison Road e a DR para Mansion House, que era o novo terminal leste do DR.
A partir de 1º de agosto de 1872, o serviço "Middle Circle" também começou a operar através da estação que vai de Moorgate ao longo dos trilhos da MR no lado norte do Inner Circle até Paddington, em seguida, sobre os trilhos da Hammersmith & City Railway (H&CR) até a Latimer Road, em seguida, através de um link agora demolido, para a linha West London para Addison Road e o DR para Mansion House. O serviço era operado conjuntamente pelo H&CR e pelo DR.
Em 30 de junho de 1900, o serviço Middle Circle foi retirado entre Earl's Court e Mansion House.
No início do século 20, os primeiros planos para a Great Northern and Strand Railway (mais tarde incorporada à Great Northern, Piccadilly & Brompton Railway e agora parte da linha Piccadilly) incluíam uma proposta para a linha continuar até Temple. O plano foi rejeitado e a rota foi encerrada na agora fechada Estação Aldwych, cerca de 200 m (660 ft) ao norte.
Em 31 de dezembro de 1908, o serviço Outer Circle foi retirado dos trilhos da DR.
Em 1949, a rota Inner Circle operada pela linha metropolitana recebeu sua própria identidade no mapa do Metrô como a linha Circle.